# Tourisme au Québec

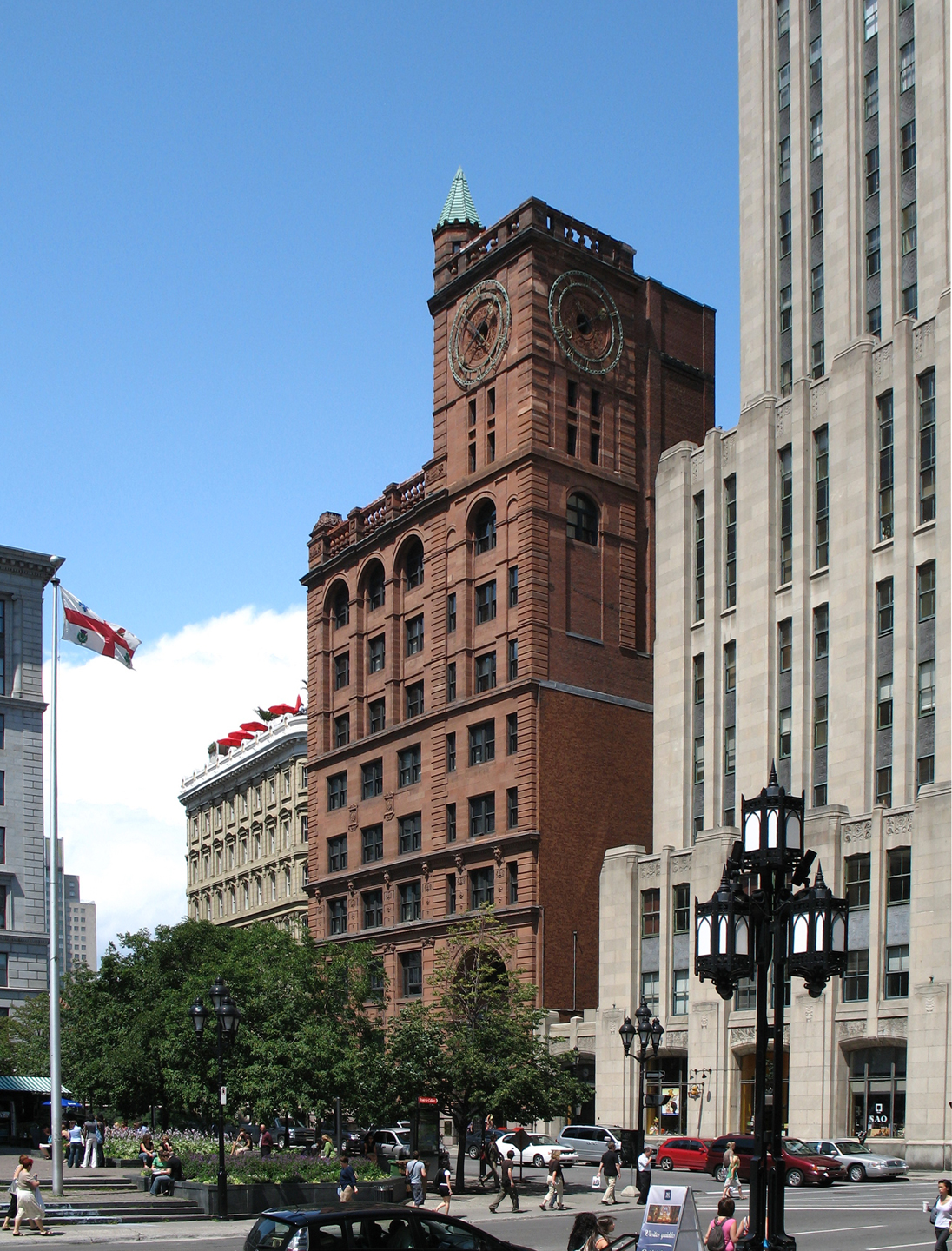
Place d'Armes dans le Vieux-Montréal.

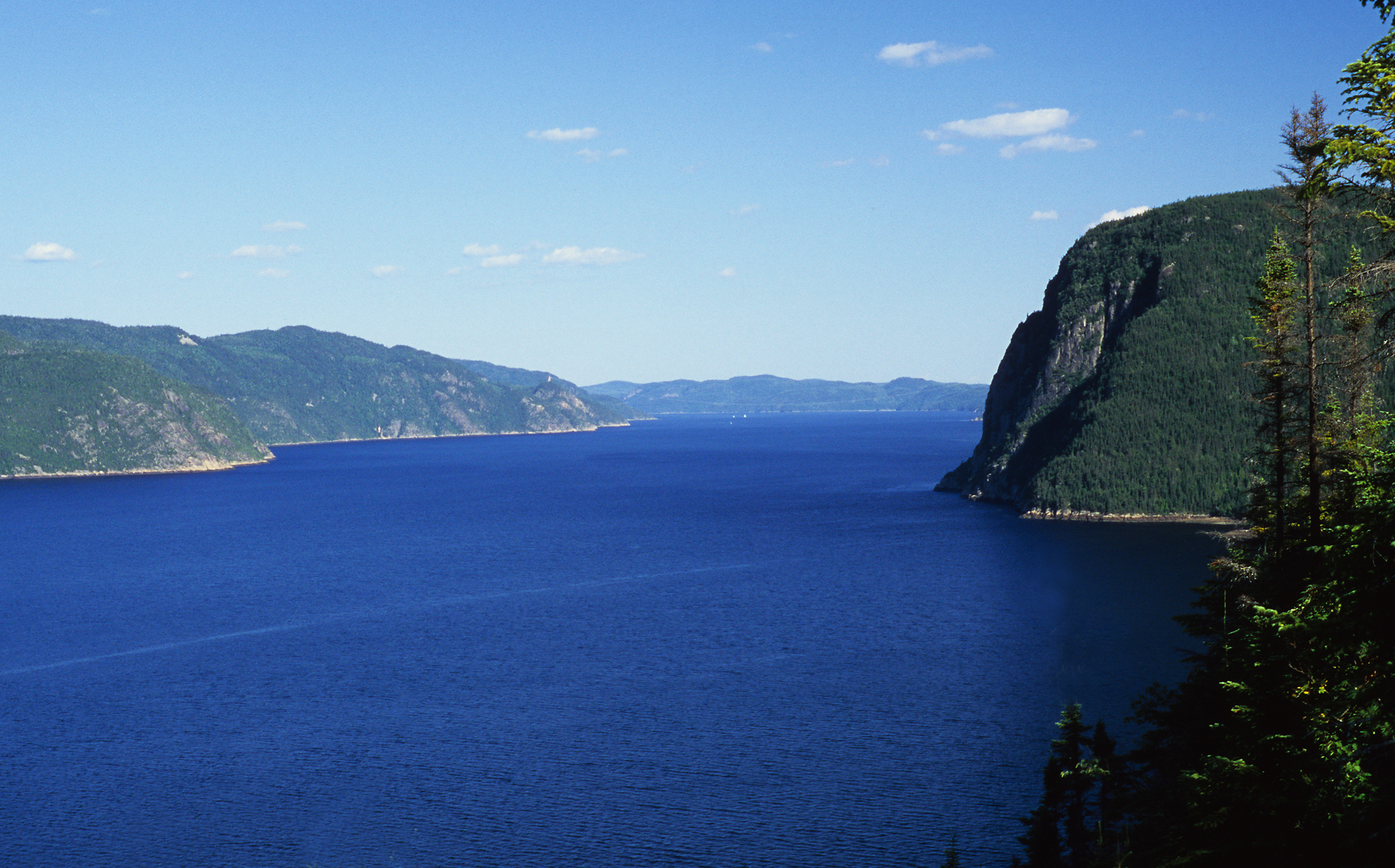
Fjord de la rivière Saguenay.

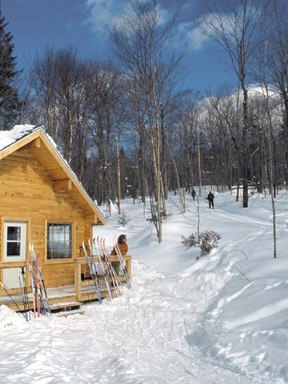
Chalet et ski de fond dans le parc national du Mont-Tremblant dans les Laurentides.

Le tourisme au Québec représente le cinquième produit d'exportation en importance du Québec. Près de 30 000 entreprises sont liées à cette industrie, dont 70 % sont situées à l'extérieur de Montréal et de la ville de Québec. Elles emploient plus de 400 000 personnes, la majorité dans les secteurs de la restauration et de l'hébergement. En 2010, près de 27 millions de touristes ont visité le Québec, dont les trois quarts proviennent du Québec et l'autre quart de l'extérieur, particulièrement des marchés limitrophes (Ontario, et régions de l'Atlantique-Centre et de la Nouvelle-Angleterre aux États-Unis). Les touristes français sont ceux qui séjournent le plus longtemps au Québec (14,9 jours en moyenne en 2010). Les marchés hors Québec génèrent la moitié des recettes touristiques. Ce sont les touristes espagnols qui dépensent le plus par nuitée au Québec (176 $ en moyenne en 2010), immédiatement suivis par les touristes des États-Unis (153 $). 

## Statistiques du tourisme
En 2008, 29 592 entreprises sont liées à l'industrie touristique. Elles génèrent 410 900 emplois directs et 54 840 emplois indirects. Cette même année, le Québec a accueilli 26 008 000 de touristes, dont 77,7 % provenaient du Québec (52,4 % des dépenses touristiques), 10,8 % des autres provinces canadiennes (14,1 % des dépenses touristiques), 7 % des États-Unis (15,5 % des dépenses touristiques), et 4,5 % des autres pays (16,9 % des dépenses touristiques), dont la France, le Royaume-Uni, l'Allemagne, le Mexique et le Japon.

## Situation géographique
Le Québec est situé au nord-est du continent américain et occupe une superficie de 1 667 926 km2. Le Québec est la plus grande province du Canada et sa superficie est trois fois celle de la France. Voisin des États-Unis au sud et de l'Ontario à l'ouest, plus de 90 % de son territoire est composé du Bouclier canadien. C'est d'ailleurs pourquoi la grande majorité de la population vit aux abords du fleuve Saint-Laurent dans ce que l'on appelle communément les Basses-terres du Saint-Laurent. Le relief montagneux des Appalaches occupe la partie sud du Québec.

## Régions touristiques

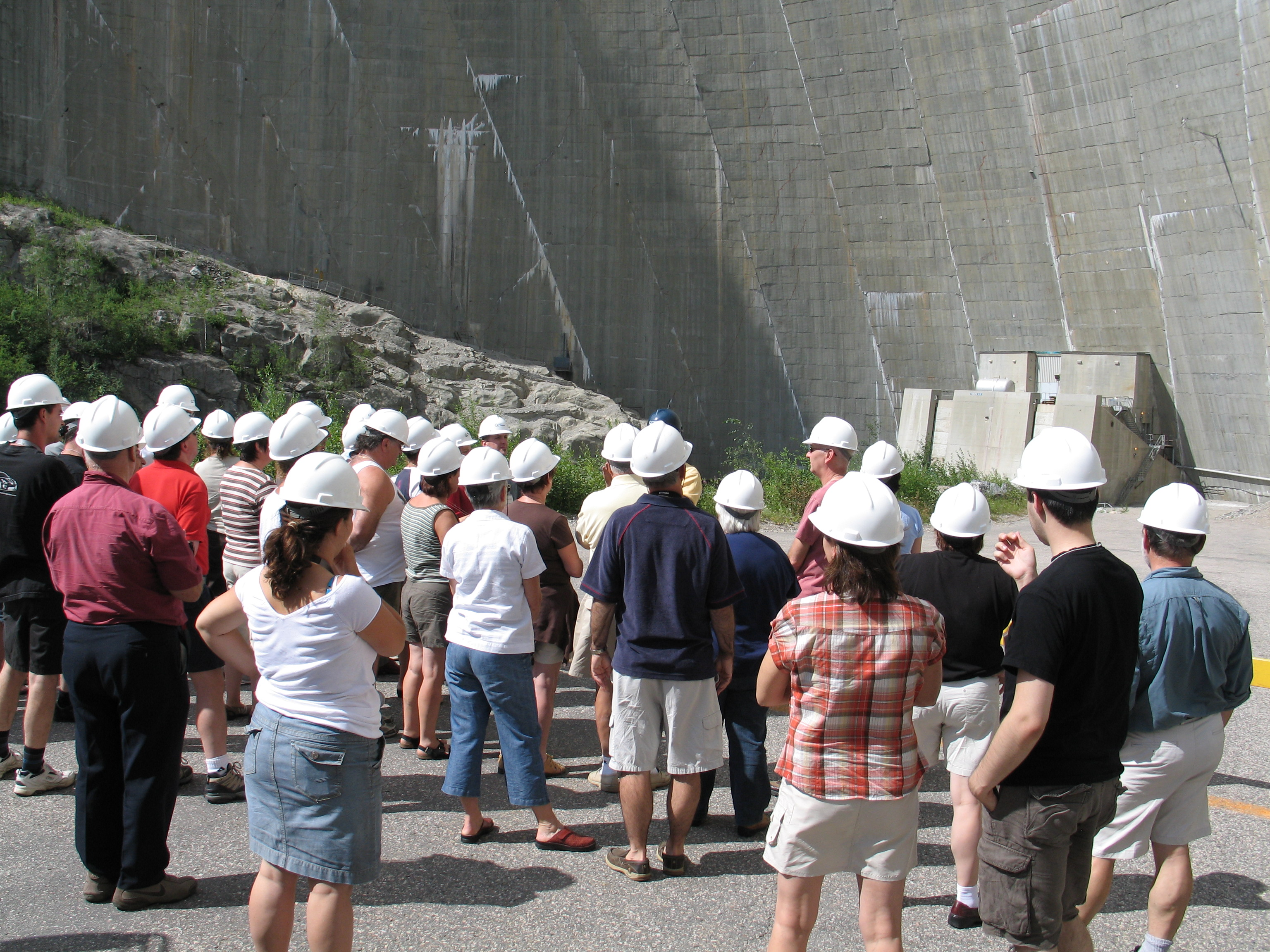
Visite d'un barrage au Manicouagan

Les deux principales grandes villes touristiques du Québec sont Montréal et la ville de Québec. Plus de 50 % de toutes les dépenses des touristes au Québec y sont effectuées.
Le Québec est composé de 22 régions touristiques distinctes :
| - Abitibi-Témiscamingue - Eeyou Istchee et Baie-James - Bas-Saint-Laurent - Cantons-de-l'Est - Centre-du-Québec | - Charlevoix - Chaudière-Appalaches - Duplessis - Gaspésie | - Îles de la Madeleine - Lanaudière - Laurentides - Laval - Manicouagan | - Mauricie - Montérégie - Montréal - Nunavik - Outaouais | - Québec - Saguenay–Lac-Saint-Jean |

Principales organisations touristiques
Depuis une centaine d'années, plusieurs organisations ont été mises sur pied pour faire connaître le Québec et ses régions auprès des touristes : 
- Tourisme Montréal

## Culture et langue
Mélange d'origines européennes et nord-américaines, le Québec s'est forgé une culture et une personnalité à la fois unique et originale. Les Québécois prennent toujours plaisir à déguster les plaisirs de la table et aiment bien faire la fête, ce qui se voit notamment avec les nombreuses festivités présentes au Québec. Sur le plan culturel, le Québec déborde de créativité autant sur le plan de la littérature, des arts de la scène, de la peinture, de la sculpture et des métiers d'art. Ainsi, de nombreuses entreprises et talents québécois rayonnent de par le monde tels que le Cirque du Soleil, Céline Dion, Robert Lepage, Jacques Villeneuve, etc.[réf. nécessaire]
Le Québec détient une culture unique et distincte en Amérique du Nord. Effectivement, majoritairement française de par sa langue et sa culture, le Québec a su malgré tout préserver son héritage francophone dans une mer anglophone. Ainsi, 78 % des Québécois ont le français comme langue maternelle et 8 %, l'anglais. Le 12 % restant est divisé parmi plus d'une trentaine de langues tel que (en ordre d'importance), l’espagnol, l’arabe, le chinois, l'italien et le grec. Cependant, il est très facile de voyager au Québec en parlant uniquement l'anglais. En effet, plus de 40 % de la population est bilingue. Dans les grandes villes comme Montréal, ce pourcentage s'élève à 64 % et 16 % de cette même population parle une troisième langue

## Découvrir le Québec
Au Québec, quatre expériences touristiques sont offertes regroupant dans chacune d'elles un vaste éventail d'activités. 

### Les grandes villes
Montréal et la ville de Québec sont les villes les plus fréquentées par les touristes. Combinant à la fois côté européen et modernité nord-américaine, les grandes villes du Québec charment les visiteurs par leur atmosphère vibrante, leur énergie et leur caractère humain. La vie culturelle y est bien développée avec les nombreux festivals, musées et spectacles, mais on y retrouve également une hôtellerie et une restauration de très bonne qualité. 

#### Montréal

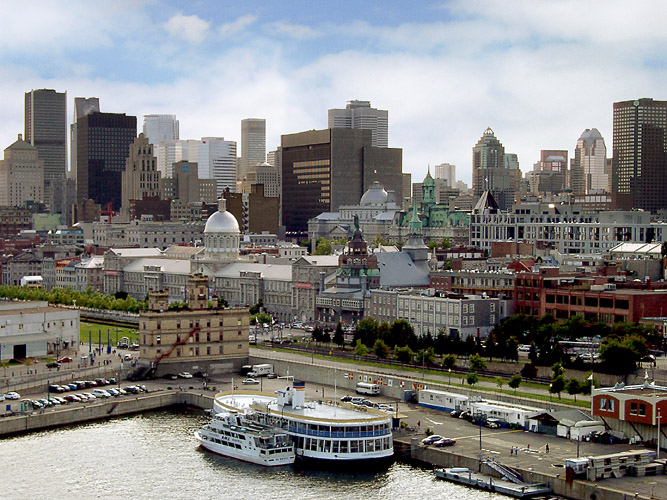
Montréal

Montréal est la plus importante région touristique du Québec, ayant reçu 7,5 millions de touristes en 2006.
Seule métropole francophone en Amérique du Nord, Montréal détient également le titre de la deuxième ville francophone après Paris au regard de la population. Cette grande métropole de 3,6 millions d'habitants est un véritable creuset des cultures du monde entier avec ses nombreux quartiers dont le Quartier chinois, le Quartier latin, le Village gai, la Petite-Italie, le Plateau Mont-Royal, le Quartier international et le Vieux-Montréal pour ne nommer que ceux-là. Forte de son riche patrimoine architectural, Montréal offre également de nombreuses activités culturelles, festives et sportives. Montréal a célébré son 350e anniversaire en 1992.

#### Ville de Québec

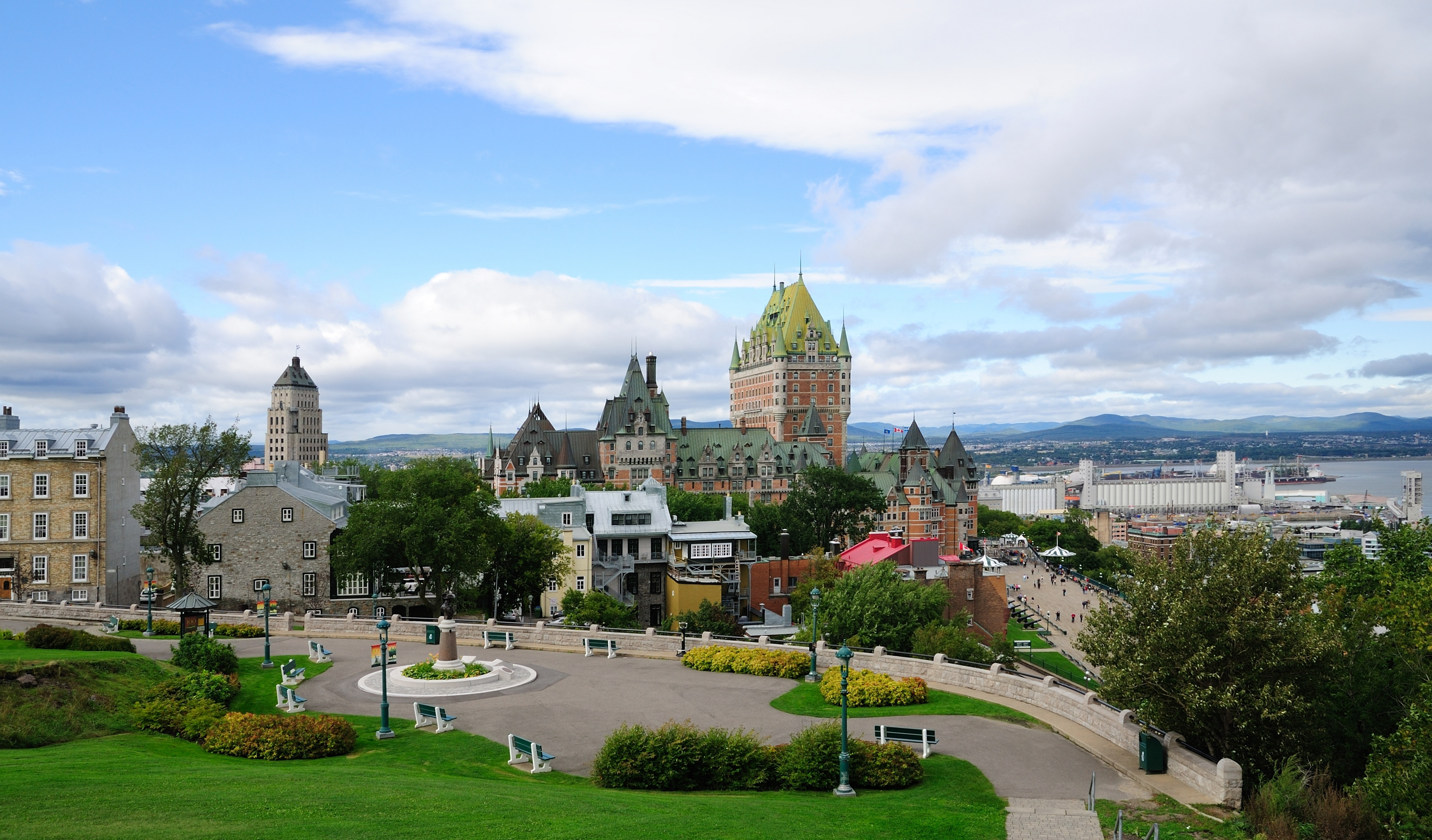
Ville de Québec

La capitale Québec est la seule ville fortifiée en Amérique du Nord au nord du Mexique et détient un cachet européen propre. Étant la plus vieille ville francophone d'Amérique, l’arrondissement historique du Vieux-Québec a d'ailleurs été déclaré site du patrimoine mondial par l'Unesco en 1985 et celle-ci célébrait en 2008 ses 400 ans. Québec reçoit chaque année plus de 4,5 millions de touristes.

### La villégiature
Les activités de villégiature sont nombreuses et diversifiées au Québec. Que ce soit pour effectuer un séjour de villégiature tout confort, en pleine campagne ou au beau milieu de la forêt, les touristes peuvent trouver le type d'hébergement qui leur convient. Voici quelques exemples de villégiature au Québec :
- Campings : le Québec regroupe plus de 870 campings répartis aux quatre coins de son territoire.

- Gîte rural : les gîtes sont des résidences privées exploitées pour l'hébergement comportant un maximum de 5 chambres. Le petit déjeuner y est servi sur place[12].

- Tremblant : située dans la région des Laurentides, la station touristique Tremblant est un centre de villégiature quatre saisons offrant de nombreuses activités pour toute la famille.

- Parcs nationaux du Québec : le Québec compte 27 parcs nationaux qui sont des environnements protégés permettant d'explorer la nature et de profiter du grand air.

- Routes et circuits touristiques : découvrez le Québec à pied, à vélo ou en voiture en parcourant les routes et circuits touristiques du Québec[13].

- Sud du Québec : région de montagnes, de vallées et de lacs, bornée au nord par le fleuve Saint-Laurent et au sud par la frontière américaine, le sud du Québec est un endroit réputé de villégiature.

### Le  fleuve Saint-Laurent

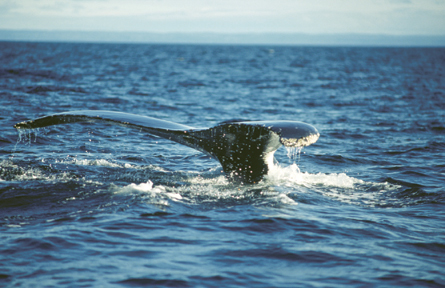
Baleine dans le fleuve Saint-Laurent

Le Saint-Laurent est l’un des grands fleuves du globe et constitue également une voie d’accès historique vers le centre de l’Amérique. Ses 1 800 kilomètres sont parsemés de villages côtiers anciens, d’îles, de refuges d’oiseaux et de mammifères marins, de phares et de littoral champêtre ou escarpé. Étant considéré comme l’une des plus grandes voies navigables du monde, le fleuve est d’ailleurs reconnu pour son estuaire abondant.
De l'amont de Montréal jusqu'à la pointe de la Gaspésie, une route longe chacune des rives du Saint-Laurent permettant d'explorer un littoral parfois montagneux, champêtre ou sauvage.  Il est aussi possible d'y explorer le riche fjord du Saguenay.
Le fleuve Saint-Laurent se transforme en un golfe aux allures de véritable mer intérieure sur 1 600 kilomètres. Il est possible d'explorer le golfe du Saint-Laurent en traversier, à la voile, en kayak de mer ou en bateau de croisière. D'ailleurs, l'observation des baleines est très populaire au Québec, notamment à Tadoussac.
Également, de nombreuses îles et archipels comportant une faune et une flore riche parsèment le fleuve. L'île d'Anticosti et les îles de la Madeleine abritent également de fascinantes légendes des paysans en provenance des marins et pêcheurs les ayant habité et les habitants toujours.

### La grande nature

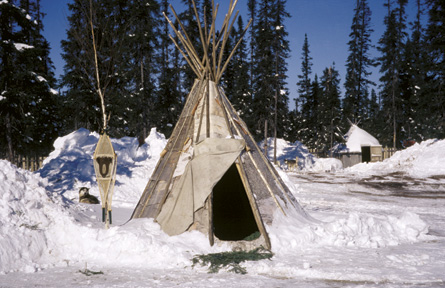
Tourisme autochtone à la baie James

Pour les adeptes d'aventures et de plein air, le Québec a également beaucoup à offrir avec ses grands espaces. Que ce soit pour la pratique de sports en grande nature, le déplacement en toute liberté sur tout son territoire, pour la chasse et la pêche, plusieurs activités diversifiées sont offertes :
- Autochtones du Québec : le tourisme autochtone propose de découvrir le mode de vie traditionnel des premiers habitants du territoire, les premières nations.
- Parcs nationaux du Québec : le Québec compte 27 parcs nationaux qui sont des environnements protégés permettant d'explorer la nature et de profiter du grand air.
- Pourvoirie : les pourvoiries offrent des services et de l'hébergement aux chasseurs et pêcheurs, mais également aux familles et aux amoureux du grand air. Celles-ci sont situées aux cœur de la forêt.

## Sports et loisirs
Le Québec offre aux touristes une grande variété d’activités : des sports et des loisirs en plein air, visites de sites culturels et naturels, événements et festivités.

### Sports et plein air

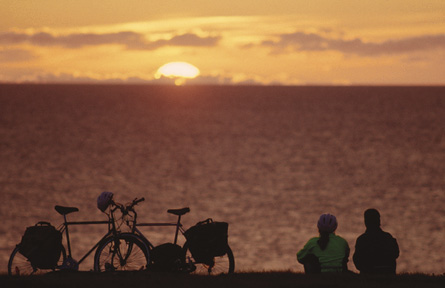
Cyclotourisme au Québec

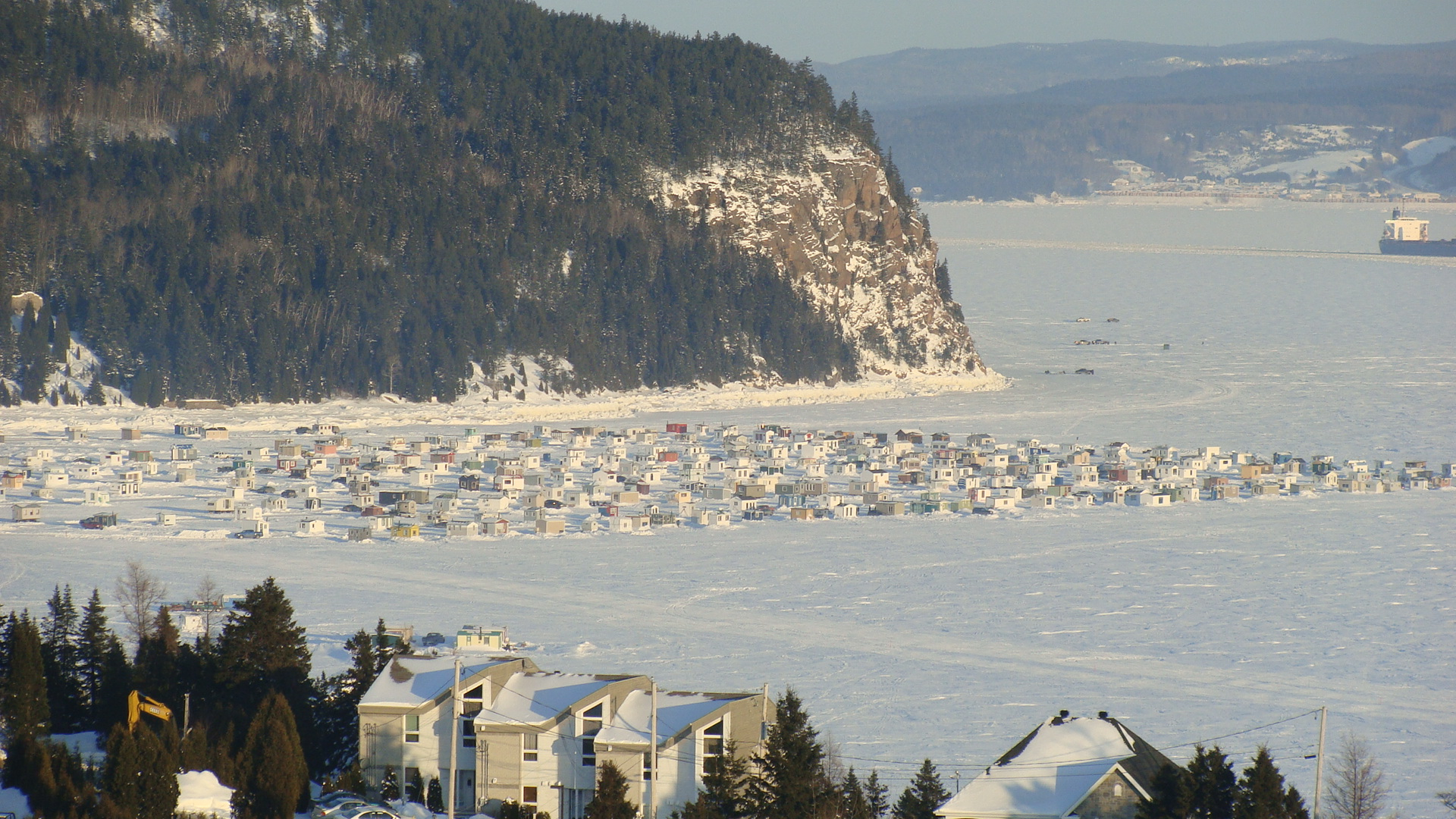
Pêche sur glace à La Baie sur la rivière Saguenay

Les activités de sports et de loisirs en plein air peuvent être pratiqués autant en été qu’en hiver:
Saison chaude
- Canot, kayak de mer et de rivière
- Chasse et pêche
- Deltaplane
- Escalade
- Golf
- Natation
- Observation de la faune et de la flore
- Parapente
- Plongée sous-marine
- Quad
- Randonnée pédestre
- Tours d'hélicoptère
- Vélo de randonnée et de montagne

Saison froide
- Chambre à air géante
- Glissade
- Hockey sur glace
- Motoneige
- Patinage
- Pêche sur glace
- Rafting sur neige
- Raquette à neige
- Ski alpin
- Ski de fond
- Traîne sauvage
- Traîneau à chiens

### Sites et attraits

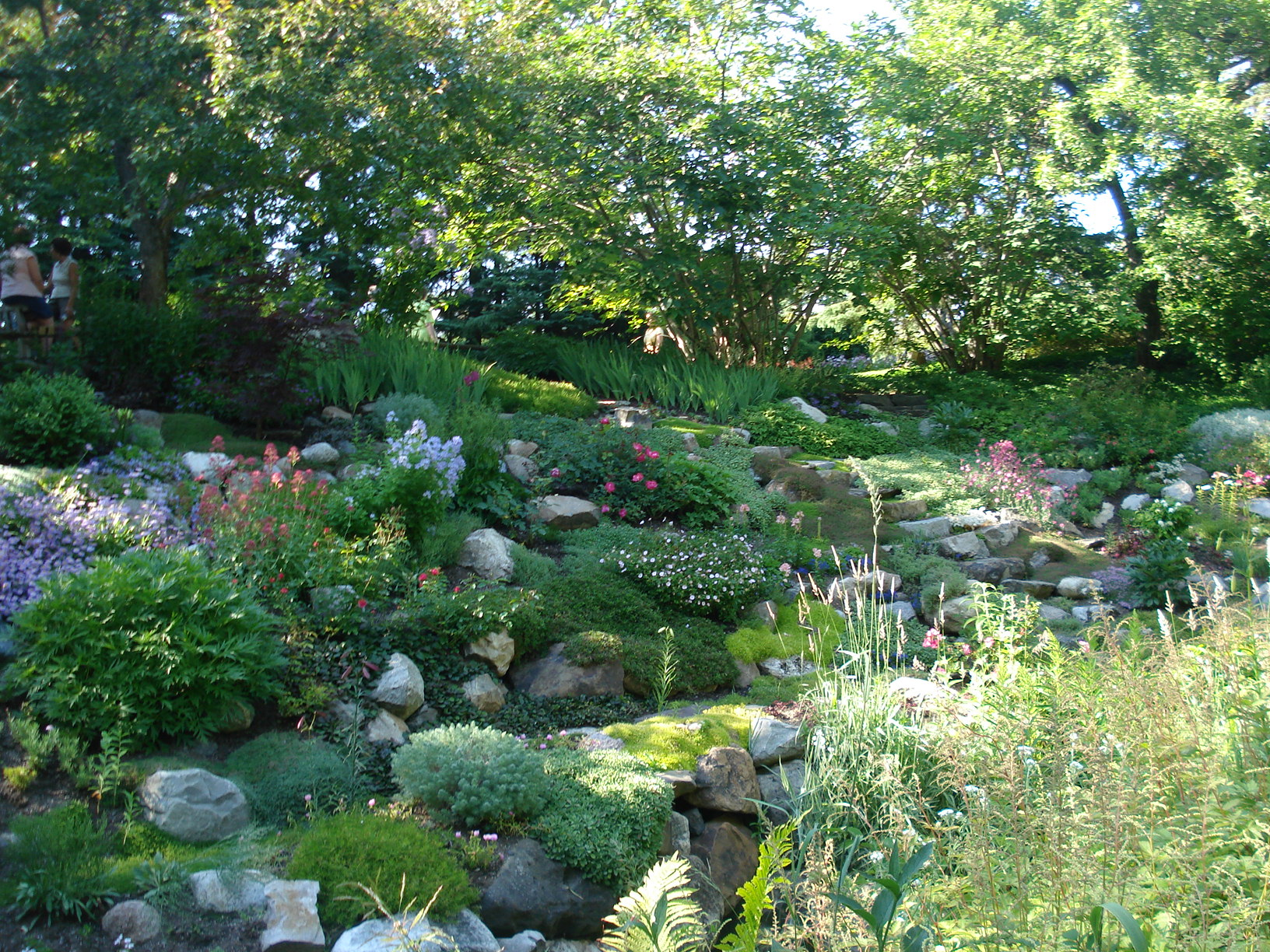
Jardins de Métis en Gaspésie

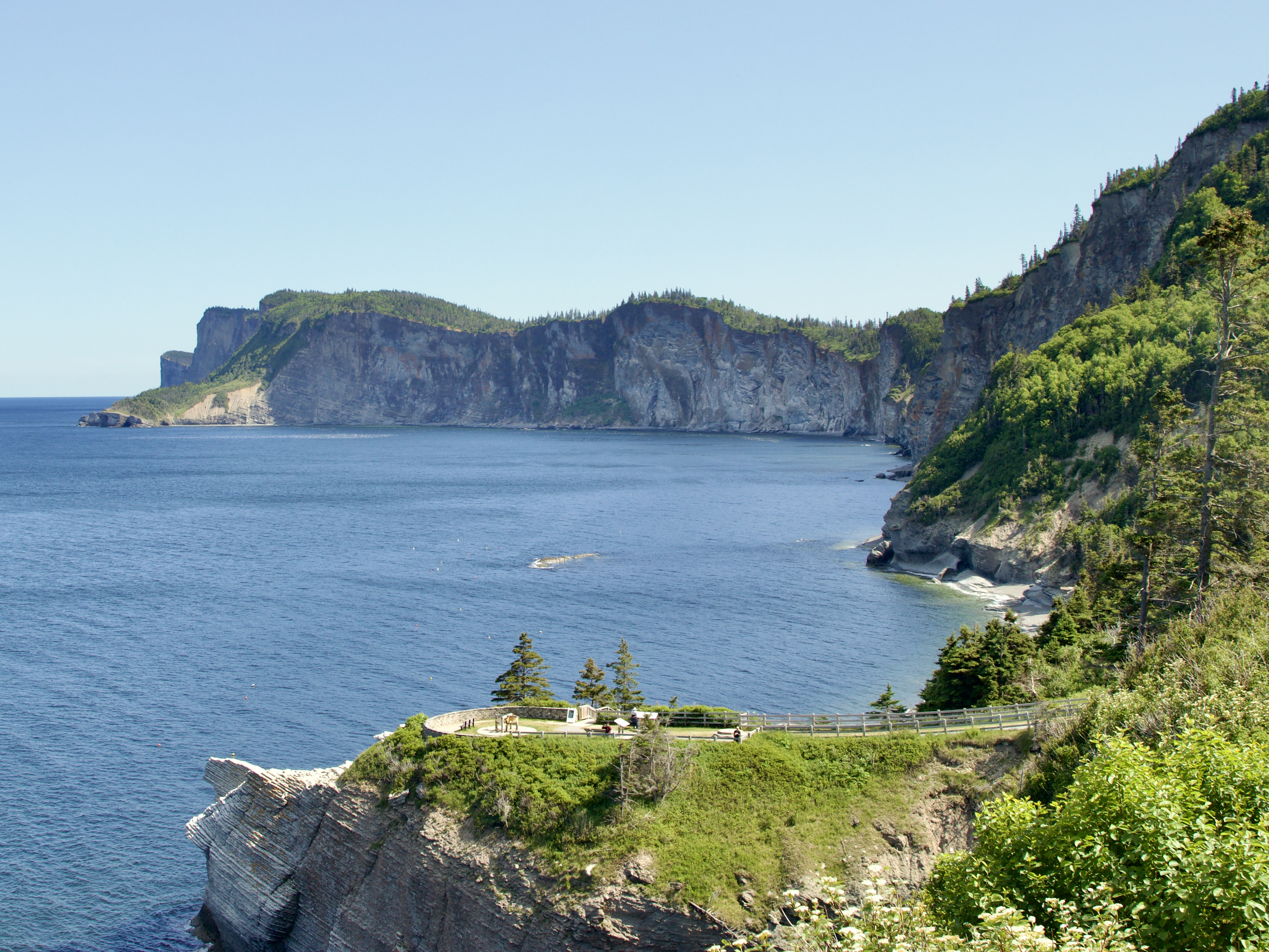
Parc national de Forillon en Gaspésie

Le Québec compte plusieurs sites et attraits, dont :
- Casinos : le Québec compte quatre casinos : ceux de Montréal, de Charlevoix, du Mont-Tremblant et du Lac-Leamy.

- Croisières : que ce soit pour observer les baleines, naviguer sur le fleuve Saint-Laurent ou découvrir des circuits touristiques sur l’eau, les croisières au Québec sont nombreuses et diversifiées

- Jardins : le Jardin botanique de Montréal, l’Insectarium de Montréal, les jardins de Métis et son festival international de jardins en Gaspésie, le Biodôme de Montréal ne sont que quelques exemples de sites à visiter.

- Musées : le Québec compte plus de 400 musées à son actif. Les plus importants sont : le Musée des beaux-arts de Montréal, le Musée national des beaux-arts du Québec, le Musée canadien de l'histoire, le Musée Pointe-à-Callière, le Musée de la civilisation ainsi que le Centre canadien d'architecture.

- Quartiers historiques : les fortifications de la ville de Québec, le Vieux-Montréal, etc.

- Parcs nationaux et réserves naturelles : nombreux sites de grande nature dont le parc national de la Mauricie et le parc national de Forillon

- Parcs thématiques : La Ronde, le Vieux-Port de Montréal et de Québec, le Village québécois d'antan, le Zoo de Granby, le Zoo sauvage de Saint-Félicien, etc.

- Patrimoine religieux : l’Oratoire Saint-Joseph, la basilique Notre-Dame de Montréal, la basilique-cathédrale Notre-Dame de Québec, etc.

- Villages fantômes ou historiques: Mont-Apica, Saint-Basile-de-Tableau, Saint-Jean-Vianney, Val-Jalbert.

### Circuits touristiques
- Chemin du Roy (issue du XVIIIe siècle, cette route historique relie Québec et Montréal)
- Circuit du Paysan (Québec méridional)
- Corridor bleu (la route du fleuve)
- Route de la Nouvelle-France (reliant Québec et Cap-Tourmente, cette route de 50 km offre un court voyage dans le temps)
- Route des Baleines (Manicouagan et Duplessis)
- Route des Cidres (Montérégie)
- Route des frontières (Bas-Saint-Laurent, frontières du Nouveau-Brunswick et du Maine)
- Route des Navigateurs
- Route des vins (Cantons-de-l'Est)
- Route du Fleuve (Charlevoix)

### Quatre saisons

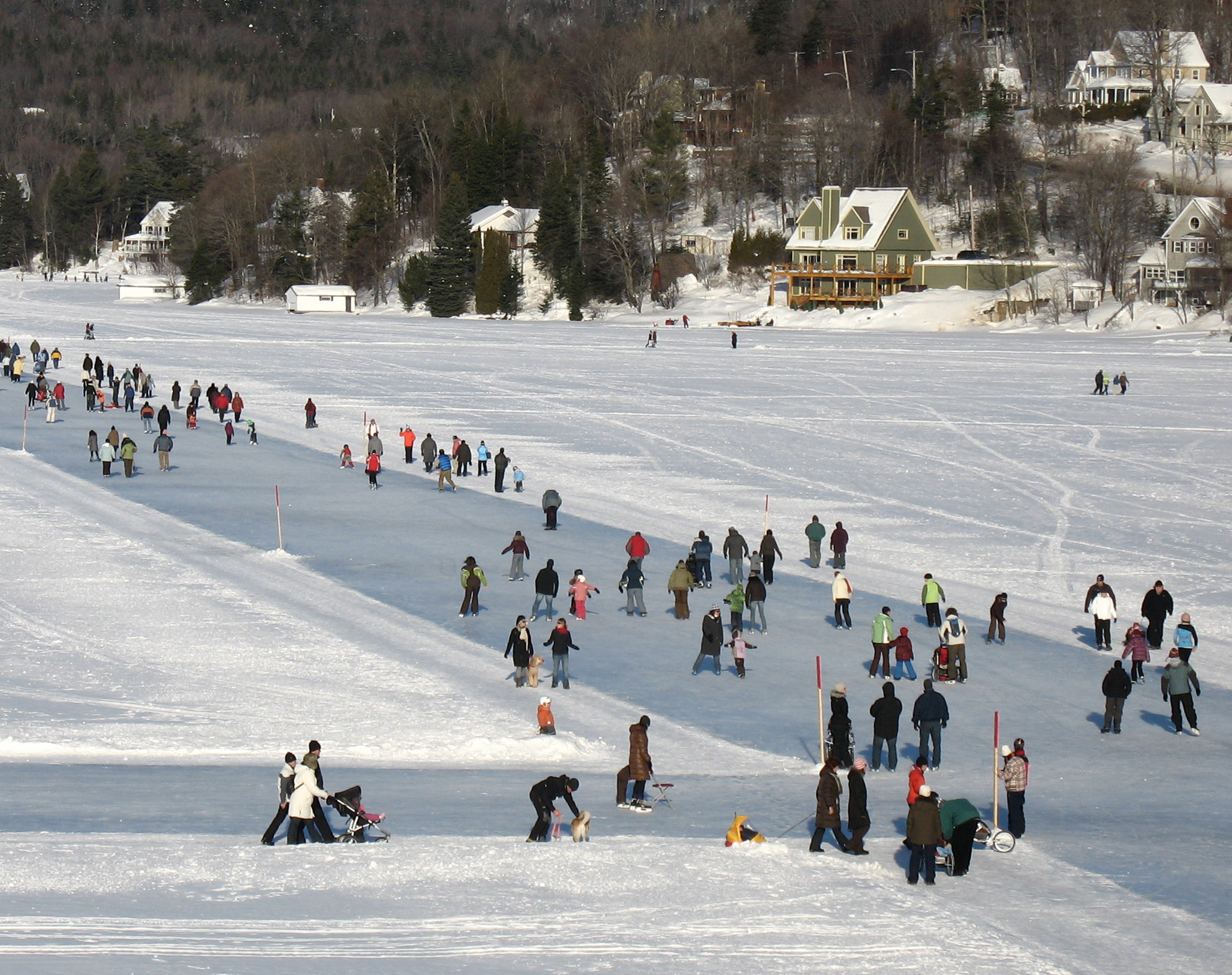
Patinage et promenade sur un lac gelé au Québec

Les quatre saisons caractérisent proprement le Québec offrant ainsi un paysage changeant et des activités diversifiées.
- Le printemps (fin mars à fin juin) : la nature se réveille et les cabanes à sucre du Québec ouvrent leurs portes pour la dégustation du sirop d'érable.

- L'été (fin juin à fin septembre) : la chaleur est au rendez-vous durant l'été au Québec et de nombreux festivals y sont alors présentés durant cette période mais aussi de nombreuses autres activités extérieures.

- L'automne (fin septembre à fin décembre) : les feuilles des arbres changent alors de couleur au Québec laissant un paysage coloré.

- L'hiver (fin décembre à fin mars) : les chutes de neige et le froid permanent permettent de pratiquer de nombreux sports tels que le ski, la planche à neige et la glissade, mais également la motoneige et les balades en traîneau à chiens ainsi que le patin à glace sur des patinoires extérieures.

### Festivals et événements
Le peuple québécois est réputé notamment pour son esprit festif et son goût de la fête. C'est d'ailleurs pourquoi on y dénombre près de 400 manifestations de ce type chaque année au Québec. Des manifestations sportives aux rassemblements culturels, les festivals et événements du Québec sont variés et attirent de nombreux visiteurs de partout sur le globe.

#### Rassemblements culturels

##### Gatineau
- Festival de montgolfières de Gatineau : étant l'un des événements les plus populaires de l'est du Canada, le festival des Montgolfières de Gatineau met à votre disposition une montagne de montgolfières, de spectacles et de caravanes (début septembre)

- Les grands Feux du Casino du Lac-Leamy : les grands feux du Casino du Lac-Leamy font profiter d'une compétition qui couronnera le vainqueur du circuit international de spectacles d'art pyromusical sur eau (fin juillet au début août).

##### Montréal

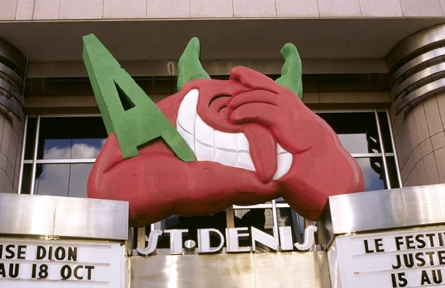
Le festival Juste pour rire de Montréal

- Festival international de jazz de Montréal : Avec un éventail de plus de 500 concerts dont 350 présentés gratuitement à l'extérieur, le festival de Jazz de Montréal met en vedette les meilleurs ambassadeurs canadiens et étrangers du jazz (fin juin au début juillet).

- Festival Juste pour rire : Le festival Juste pour rire de Montréal est le plus grand festival d'humour au monde et attire plus de deux millions de festivaliers chaque année en juillet.

- FrancoFolies de Montréal : Manifestation musicale la plus importante de la francophonie, les Francofolies de Montréal regroupent pas moins de 1 000 artistes, vedettes de la chanson, musiciens et figures montantes provenant d'une vingtaine de pays à travers le globe (au mois de juin en 2010).

- Festival Montréal en lumière est un événement annuel se tenant l'hiver (février) à Montréal. Il met en valeur la lumière, les arts et les plaisirs de la table.

- Les Concerts Loto-Québec de l'OSM dans les Parcs : Ces trois concerts de l'Orchestre symphonique de Montréal (OSM) sont présentés dans les parcs de Montréal dans une atmosphère familiale (mois de juin et juillet)[17].

- L'International des Feux Loto-Québec : L'International des Feux Loto-Québec présente sur le site de la Ronde les plus grandes firmes pyrotechniques du globe. Chaque spectacle est d'une durée de 30 minutes et cette compétition de feux d'artifice est d'ailleurs la plus prestigieuse et la plus importante au niveau mondial (chaque mercredi et samedi soir de la fin juin à la fin juillet).

- Festival international Nuits d'Afrique : De calibre international, le Festival Nuits d'Afrique propose des musiques d'Afrique, des Antilles et des Caraïbes, mais également des ateliers, de l'artisanat, un marché africain et de la gastronomie exotique (mois de juillet)[18].

##### Ville de Québec

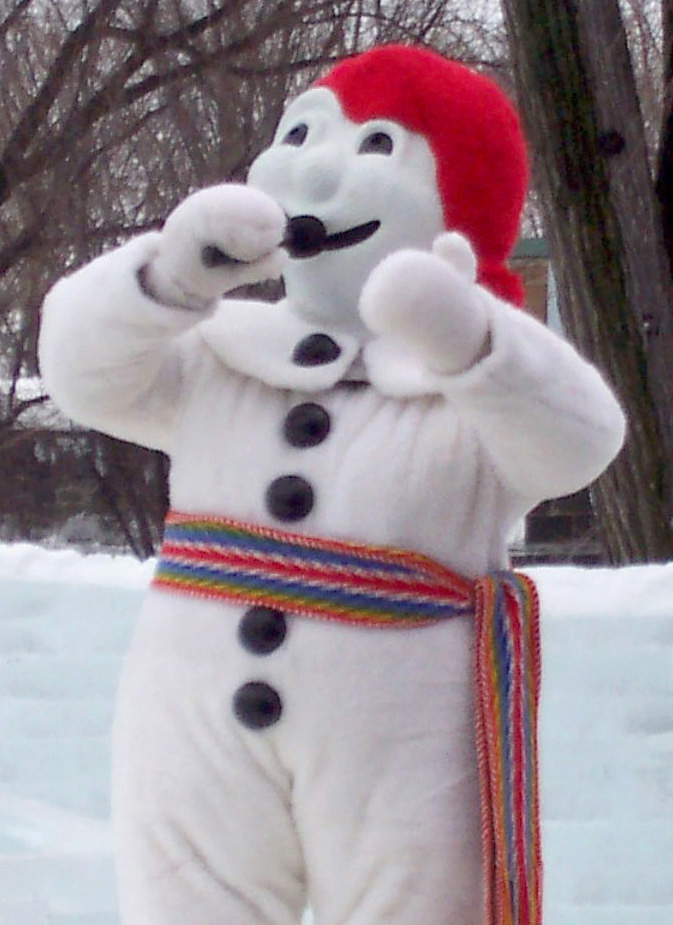
Le carnaval de Québec

- Festival d'été international de Québec : Depuis maintenant 40 ans, le festival d'été de Québec présente des centaines d'artistes de par le monde sur une dizaine de sites facilement accessibles à pied au cœur de la capitale (début juillet).

- Le Carnaval de Québec, plus grand carnaval d'hiver au monde (fin janvier, début février).

- Grands feux Loto-Québec : C'est dans le Parc de la Chute-Montmorency que cette compétition pyromusicale de niveau international prend forme (fin juillet au début août)[19].

- Les fêtes de la Nouvelle-France : Véritable célébration de l'histoire des premiers arrivants européens en terre d'Amérique, les fêtes de la Nouvelle-France déploient chaque année plus de 1 000 prestations artistiques d'antan au cœur du Vieux-Québec (début août)[20].

#### Manifestations sportives

##### Montréal

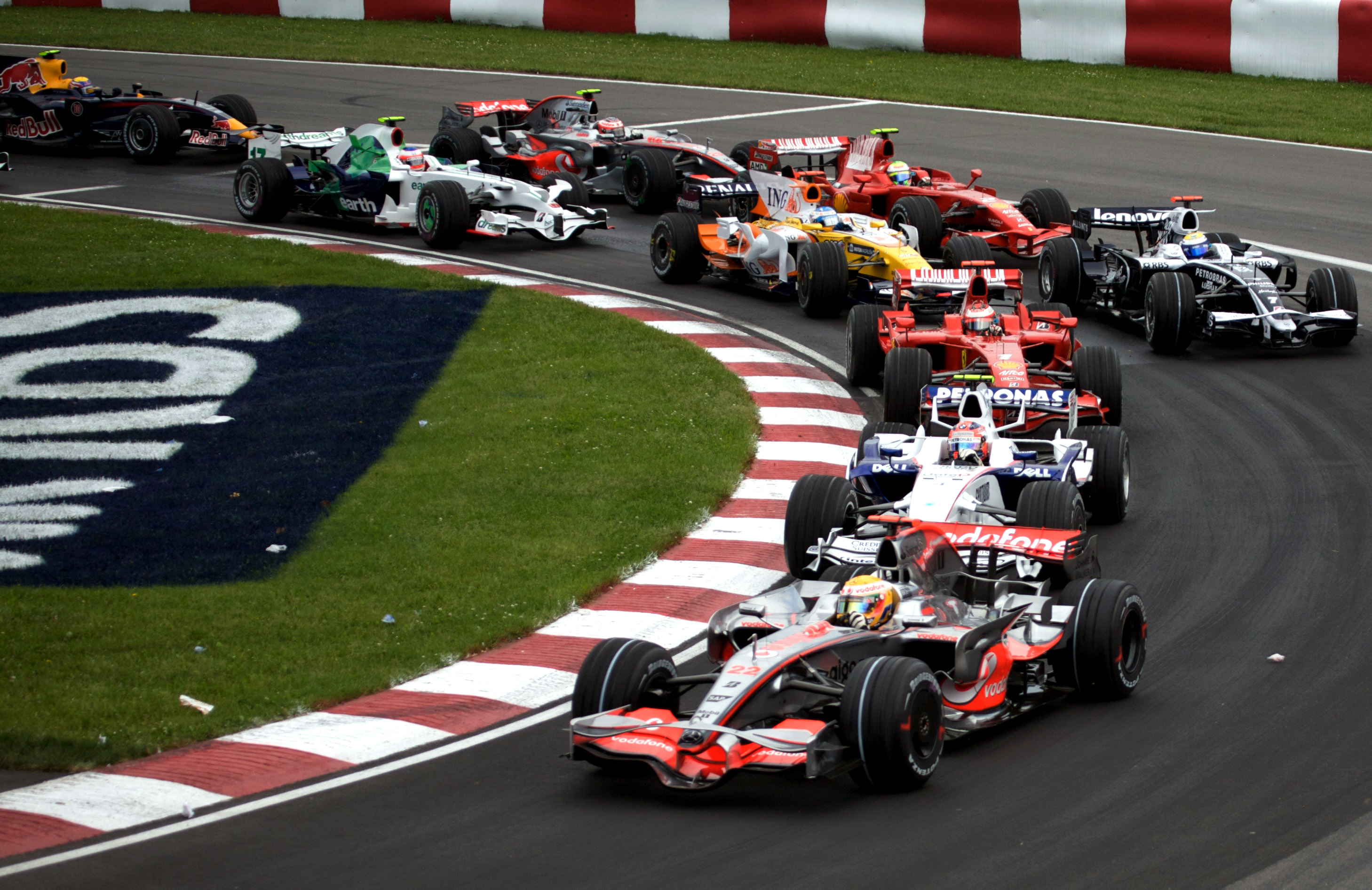
Le second virage du Grand Prix du Canada à Montréal

- Championnat de Montréal: épreuve du circuit Champions Tour de la PGA s'établit à Montréal en juillet 2010 et, cela, pour plusieurs années consécutives[21].

- Coupe Rogers de Montréal: pour les amateurs de tennis, la coupe Rogers constitue l'un des neuf tournois du circuit Masters 1000, le circuit de tête de l'ATP (Association of Tennis Professionals). (début août)

- Grand Prix automobile du Canada : après une année d'absence en 2009, les amateurs de formule 1 ont retrouvé le Grand Prix du Canada le 13 juin 2010.

- Grand Prix cycliste de Montréal: épreuve de l'UCI World Tour.

- Marathon de Montréal : le marathon Oasis de Montréal est le plus grand événement de course à pied au Québec (Canada) et a lieu à la mi-septembre. Suivant la tradition, son départ est donné sur le Pont Jacques-Cartier. Le parcours de 42,195 km sillonne différents quartiers de Montréal pour se terminer à l'intérieur du stade olympique de Montréal, hôte des Jeux olympiques d'été de 1976.

- Tour de l'île de Montréal: le plus grand rassemblement de cyclistes en Amérique (fin mai à début juin)[22] s'inscrit dans La Féria du vélo de Montréal (plusieurs activités cyclistes ont lieu au cours de cet événement).

##### Trois-Rivières - Mauricie
- Circuit Trois-Rivières : une des plus anciennes épreuves (depuis 1967) en Amérique du Nord. Il est le plus important événement à circuit routier à se tenir sur les rues régulières de la ville de Trois-Rivières.

##### Ville de Québec
- Grand Prix cycliste de Québec: épreuve de l'UCI World Tour.

## Gastronomie

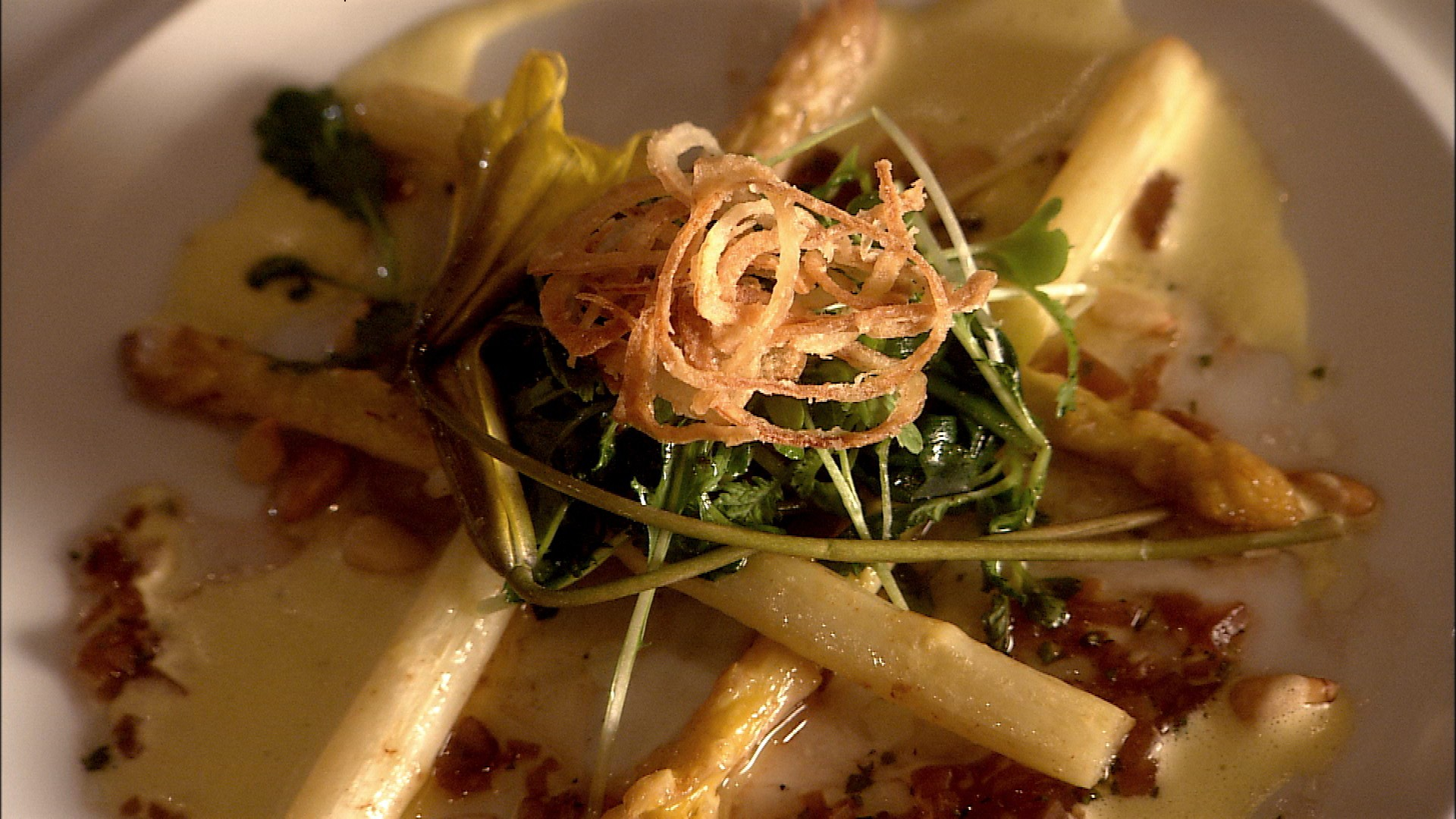
Gastronomie du Québec

La gastronomie du Québec est riche en saveurs grâce à un mélange d'influences diverses. Inspirés des bases culinaires françaises, les plaisirs de la table du Québec ont également été enrichis par les peuples amérindiens ainsi que par diverses communautés culturelles s'étant établies dans la province. Ce mélange de cultures culinaires a ainsi façonné la cuisine du Québec d'aujourd'hui. De nombreux produits régionaux sont également utilisés dans la cuisine québécoise. Un tour de la table au Québec serait incomplet sans faire mention des produits du terroir québécois. Les cidres de glace, les bières artisanales, les vins, sans oublier les fromages, offrant au-delà de 100 variétés différentes à déguster, sont quelques-uns ces produits.
Les produits de l'érable sont également des produits du terroir. La cabane à sucre fait partie d'une tradition culinaire et familiale québécoise où l'on déguste des produits de l'érable sous les rythmes du folklore québécois. La saison des sucres commence au printemps, soit aux mois de mars et avril.
D'autres spécialités culinaires québécoises sont en vrac : le pâté chinois, la poutine, la tarte au sucre, le pouding chômeur, le smoked meat, le bagel, les fèves au lard, la tourtière, les cretons, etc.

## Transport
Le Québec est relié par voie aérienne aux grandes villes du continent ainsi qu'à celles du reste du monde. Montréal se trouve à 1h10 de vol de New York et à 7h de Londres ou de Paris. En ce qui concerne les provinces ou États limitrophes, ceux-ci sont desservis par des réseaux ferroviaires ou routiers. D'autres moyens de transport tels que le bateau ou la motoneige peuvent être également utilisés pour les touristes plus aventureux.
Un vaste réseau aérien et routier permet de se déplacer d'une ville à l'autre. Ainsi, plusieurs choix de transport s'offrent aux voyageurs : autocar, avion, bateau, train, vélo et voiture. La meilleure façon de se déplacer au Québec pour visiter un maximum de sites est le réseau routier. On peut facilement louer un véhicule dans la plupart des centres urbains du Québec.

## Hébergement
En 2008, le Québec comptait 7 069 établissements d'hébergement touristique classifiés. La classification des établissements d'hébergement touristique est faite sur une échelle de 0 à 5 étoiles (pour toutes les catégories sauf les gîtes) ou soleils (pour les gîtes) selon le type d'hébergement. Pour l'année 2008, le Québec comptait une moyenne annuelle de 77 088 unités de location disponibles avec un taux annualisé d'occupation de 51,3 %, à un prix quotidien moyen variant de 74,90 $ à 187,90 $ selon la région, toutes tailles d'établissement confondues, la majorité selon l'échelle de prix minimal de 60 $ à 99 $.
Les établissements d'hébergement sont répartis en huit catégories (le nombre d'établissements pour chaque catégorie est indiqué entre parenthèses) : gîtes (1 565), établissements hôteliers (2 006), résidences de tourisme (2 233), auberges de jeunesse (54), établissements d'enseignement (33), centres de vacances (262), villages d'accueil (13), établissements de campings (903). Les auberges de la forêt et les pourvoiries sont incluses dans les catégories précédentes.

## Mise en marché de la destination
En 2015, la mise en marché de la destination québécoise a été confiée à l'Alliance de l'industrie touristique du Québec, corporation sans but lucratif.